# Pentadecanolide
Il pentadecanolide è un macrolide naturale presente in piccola quantità nella pianta Angelica archangelica. Sintetizzato industrialmente, è la più importante fragranza della famiglia dei muschi macrociclici. È caratterizzato da un odore muschiato quasi privo di altre note olfattive, ed è ampiamente usato come fragranza fissativa in prodotti da bagno, detersivi, ammorbidenti, cosmetici e profumi. Il pentadecanolide ha una soglia olfattiva di 2,1 ng/L in aria. In profumeria è uno dei componenti di vari profumi; alcuni esempi sono Champs Elysées (Guerlain 1996), Angéliques sous la Pluie  (Frédéric Malle 2000) e Jasmin Noir (Bulgari 2008).

## Storia

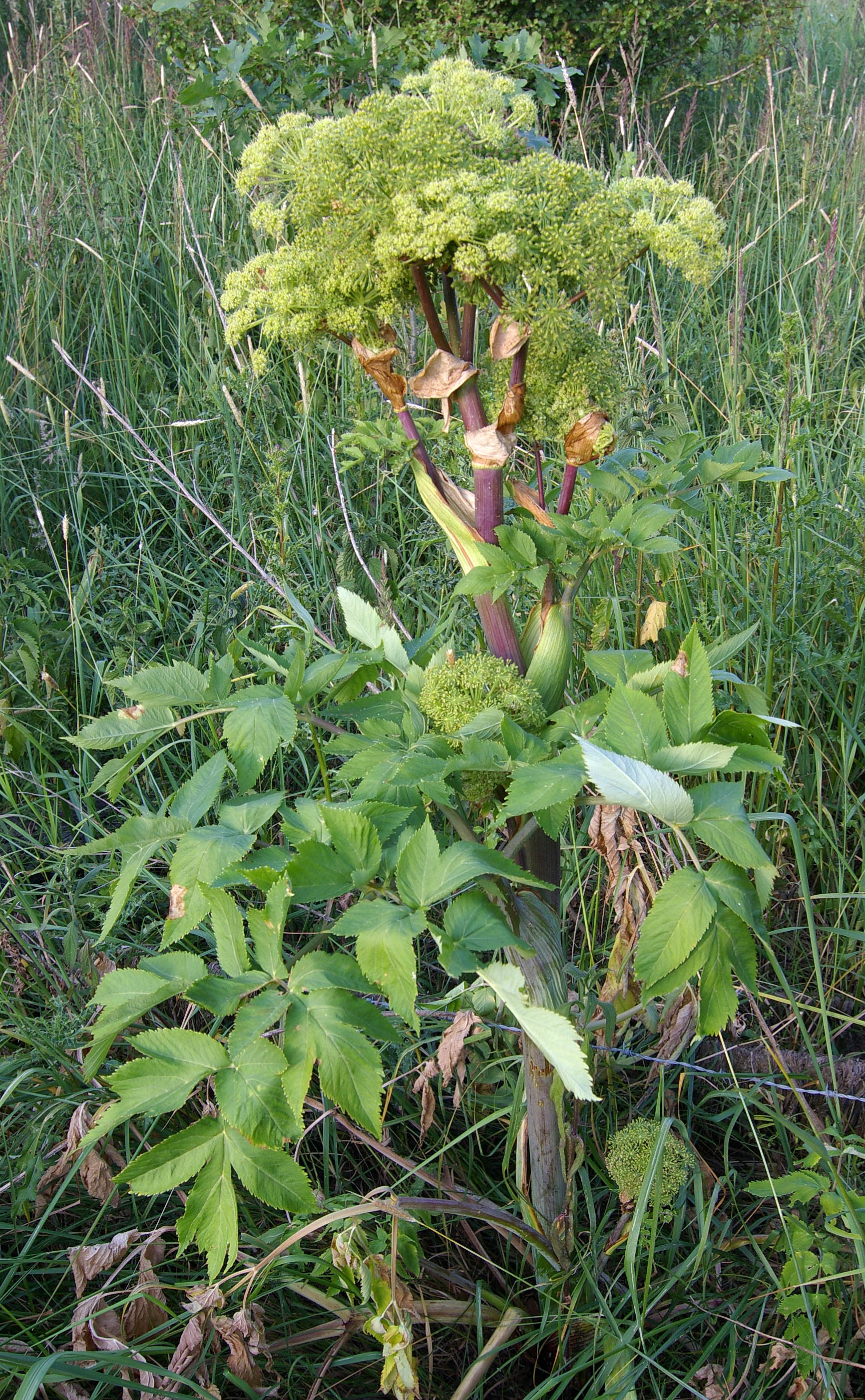
Angelica archangelica

Il pentadecanolide è uno dei componenti dell'olio essenziale della Angelica archangelica, e costituisce circa il 42% dei macrolidi presenti nella pianta. Fu Max Kerschbaum nei laboratori della ditta Haarmann & Reimer (ora confluita in Symrise) ad identificarlo nel 1927 come responsabile dell'odore muschiato della pianta.
In quegli anni la ditta concorrente Firmenich vendeva il composto con il nome Exaltolide al prezzo di 100.000 CHF/Kg. Per vari anni il pentadecanolide non ebbe alcun successo commerciale, visto il prezzo troppo elevato rispetto ai muschi nitroaromatici e  policiclici che erano molto più economici. Nel 1936 Wallace Carothers (inventore del nylon) lavorando alla DuPont scoprì come ottenere lattoni macrociclici evitando reazioni in condizioni di alta diluizione. Il prezzo di Exaltolide calò di dieci volte e la quantità prodotta passò da chili a tonnellate.
Negli anni '60 il ciclododecanone divenne un composto industriale molto economico, aprendo la strada a reazioni di espansione dell'anello diventate poi comuni per la sintesi di lattoni e chetoni macrociclici. Nel 2005 il prezzo del pentadecanolide era calato a 60 CHF/Kg, rendendolo il muschio macrociclico di maggior rilevanza. Macrolidi come il pentadecanolide usati correttamente sono considerati sicuri per la salute e l'ambiente. Il successo commerciale del composto è stato facilitato dai problemi di stabilità e tossicità manifestati dai muschi nitroaromatici, e dalle preoccupazioni di bioaccumulo dei muschi policiclici.

## Sintesi
Esistono più metodi per la sintesi del pentadecanolide. Uno dei più usati industrialmente è la sintesi per espansione dell'anello a partire dal ciclododecanone. Il processo prevede vari passaggi, come schematizzato nella figura seguente. Un processo industriale alternativo passa attraverso la sintesi di poliesteri dell'acido 15-idrossipentadecanoico. A livello di ricerca sono state proposte anche sintesi enzimatiche.

Schema della sintesi del pentadecanolide a partire dal ciclododecanone.